# Georg Martin
Pour les articles homonymes, voir Martin.
Georg Karl Ludwig Martin (né le 26 janvier 1816 à Roßdorf et mort le 10 juillet 1881 à Darmstadt) est géomètre et député du Reichstag.

## Biographie
Martin étudie à l'école de formation des enseignants de Friedberg pendant deux ans et travaille comme enseignant de 1834 à 1839. En 1839, il est examiné comme géomètre et est occupé à arpenter le grand-duché de Hesse. De 1858 à 1865, il est associé dans une usine de grès.
De 1862 à 1866, il est membre de la seconde Chambre de Hesse à Darmstadt pour le Parti progressiste allemand et membre de l'association nationale. De 1871 à 1881, il est député du Reichstag pour le Parti national-libéral et pour la 6e circonscription du grand-duché de Hesse (Bensheim (de)-Erbach).